# Ernest Lawson

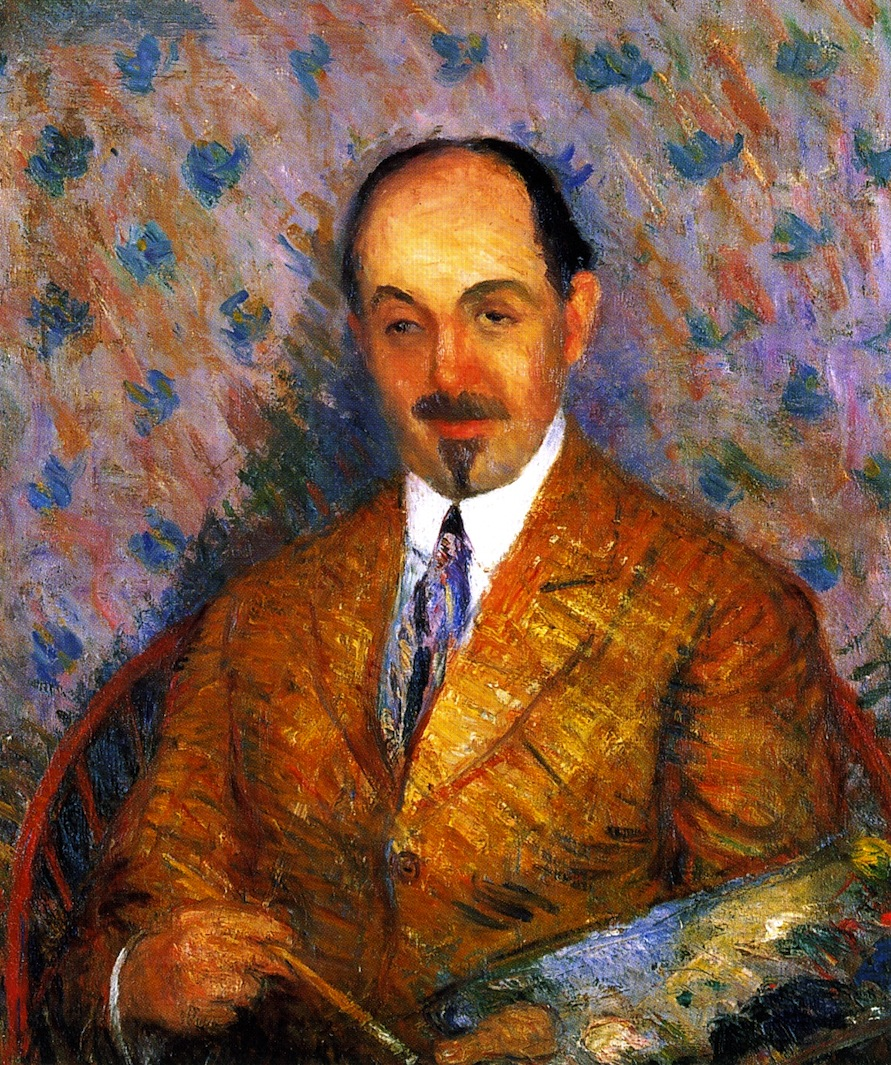
Ernest Lawson por William Glackens 1910

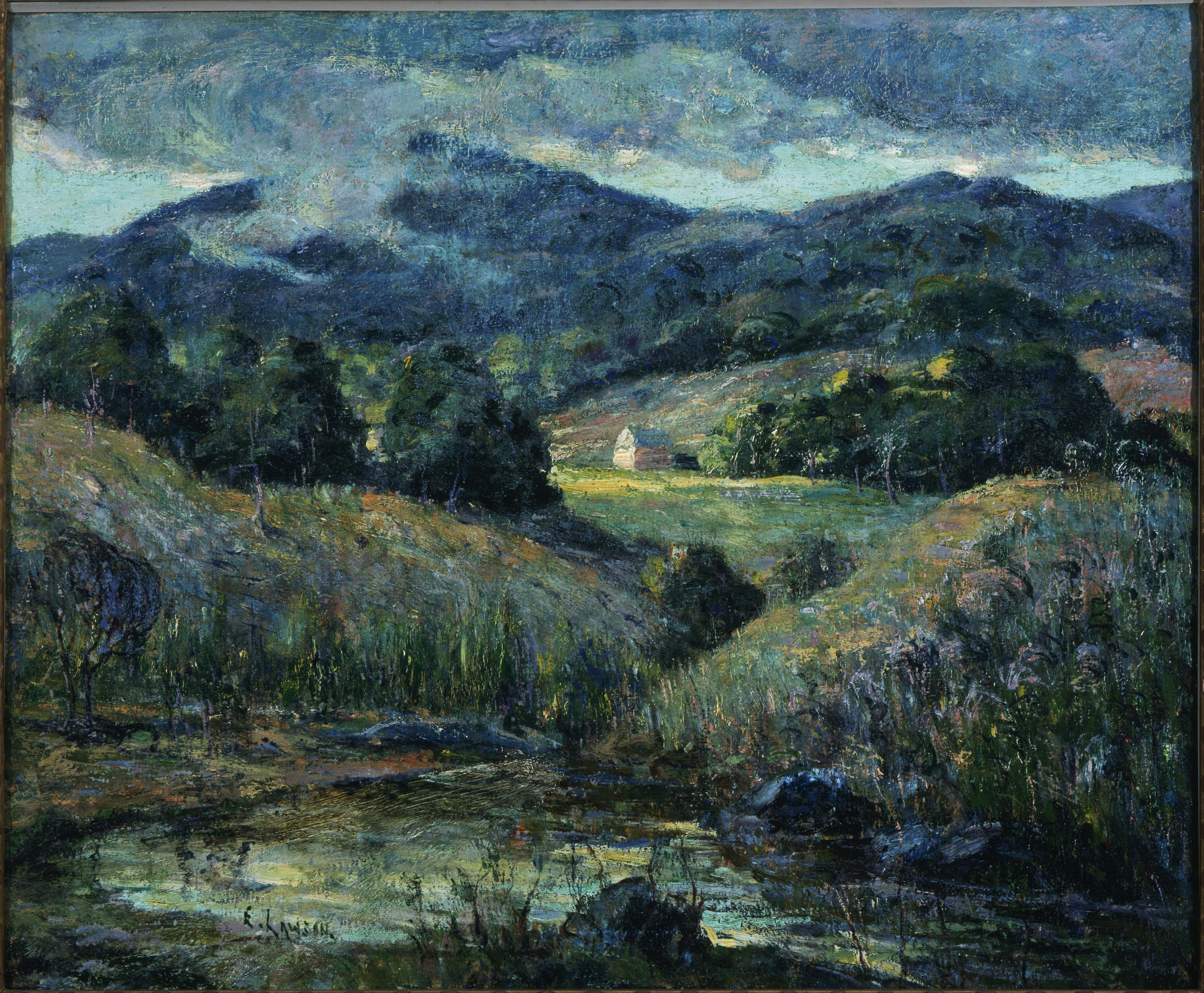
Ernest Lawson - Tormenta que se aproxima

Ernest Lawson (22 de marzo de 1873 – 18 de diciembre de 1939) fue un pintor canadiense-estadounidense que expuso su obra en el Canadian Art Club y fue miembro del grupo estadounidense The Eight, artistas que formaron una asociación flexible en 1908 para protestar por el estrechez del gusto y las políticas de exposición restrictivas de la conservadora y poderosa Academia Nacional de Diseño. Aunque Lawson fue principalmente un pintor de paisajes, también pintó una pequeña cantidad de escenas urbanas realistas. Su estilo de pintura está fuertemente influenciado por el arte de John Henry Twachtman, J. Alden Weir y Alfred Sisley. Aunque se le considera un impresionista canadiense-estadounidense, Lawson cae estilísticamente entre el impresionismo y el realismo.

## Juventud

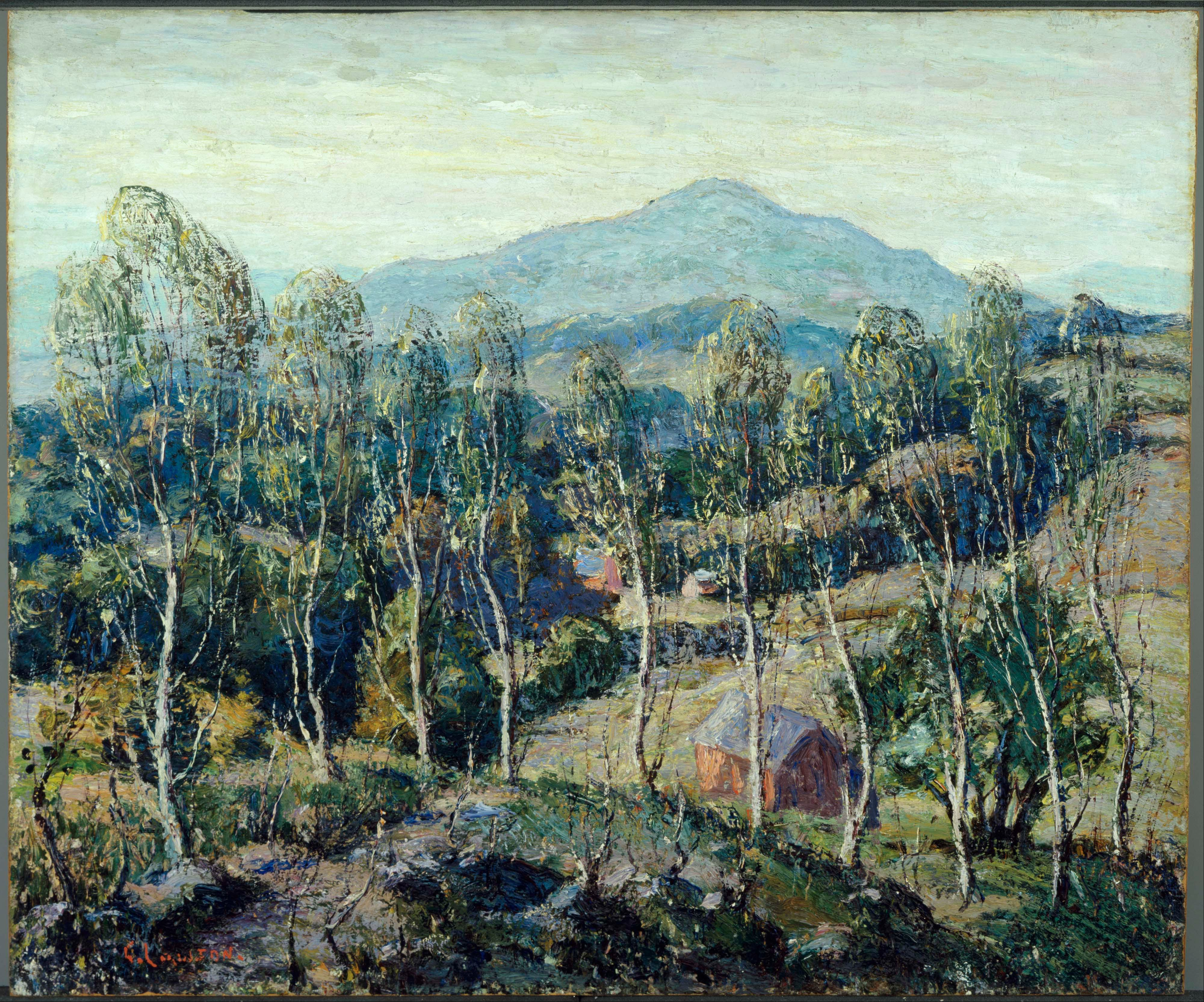
Ernest Lawson, Abedules de Nueva Inglaterra

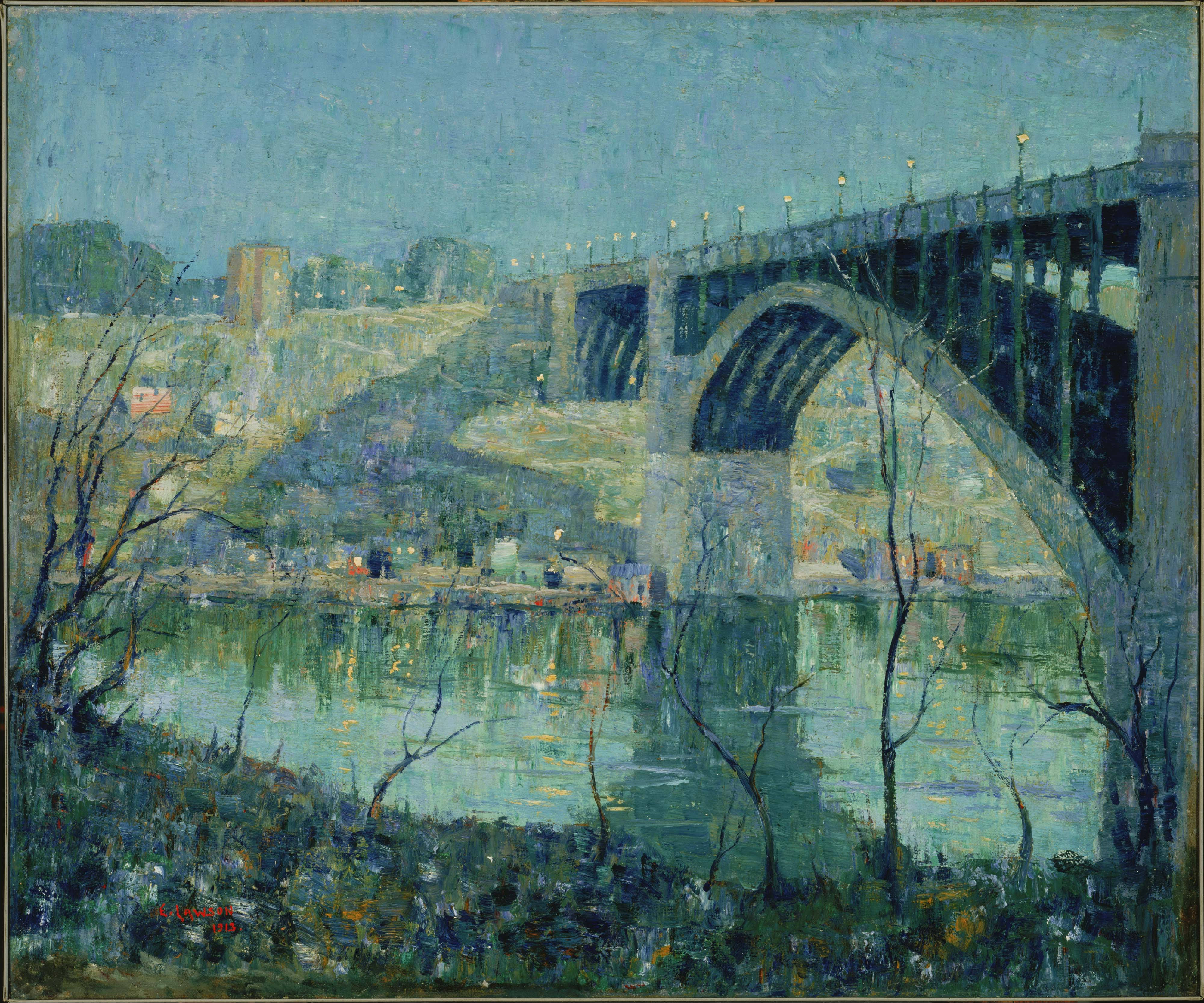
Ernest Lawson - Noche de primavera en el río Harlem

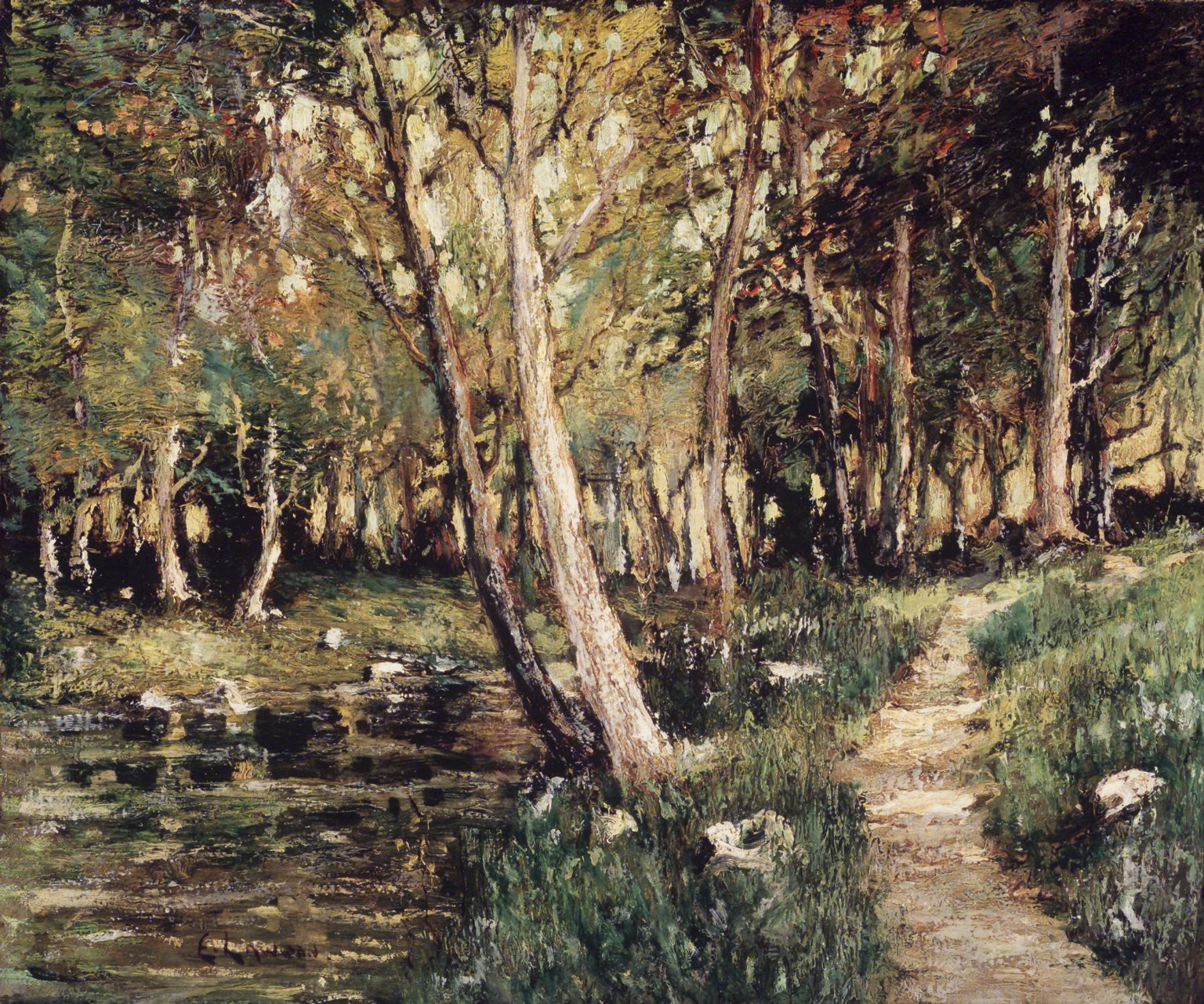
Paisaje

Ernest Lawson nació en 1873 en Halifax, Nueva Escocia en una familia prominente, llegó a los Estados Unidos en 1888 y se estableció en Kansas City. En 1891, se fue a vivir a Nueva York y se matriculó en las clases en la Art Students League, estudiando con John Twachtman, quien lo introdujo en el impresionismo y fue la influencia central de sus años de formación. Más tarde continuó estudiando con Twachtman y con J. Alden Weir en su escuela de arte de verano en Cos Cob, Connecticut en la década de 1890. "Hasta cierto punto", ha señalado un historiador del arte, "Lawson fue un producto del movimiento de las colonias de arte".
Lawson visitó Francia en 1893 y estudió en la Académie Julian con Jean-Joseph Benjamin-Constant y Jean-Paul Laurens. Practicó la pintura al aire libre en el sur de Francia y en Moret-sur-Loing, donde conoció al impresionista inglés Alfred Sisley. En 1894, Lawson expuso dos pinturas en el Salón. Lawson compartió un estudio en París ese año con W. Somerset Maugham, quien se cree que usó a Lawson como inspiración para el personaje "Frederick Lawson" en su novela de 1915 Of Human Bondage  De vuelta en los Estados Unidos, se casó con su ex. profesora de arte, Ella Holman.

## Madurez

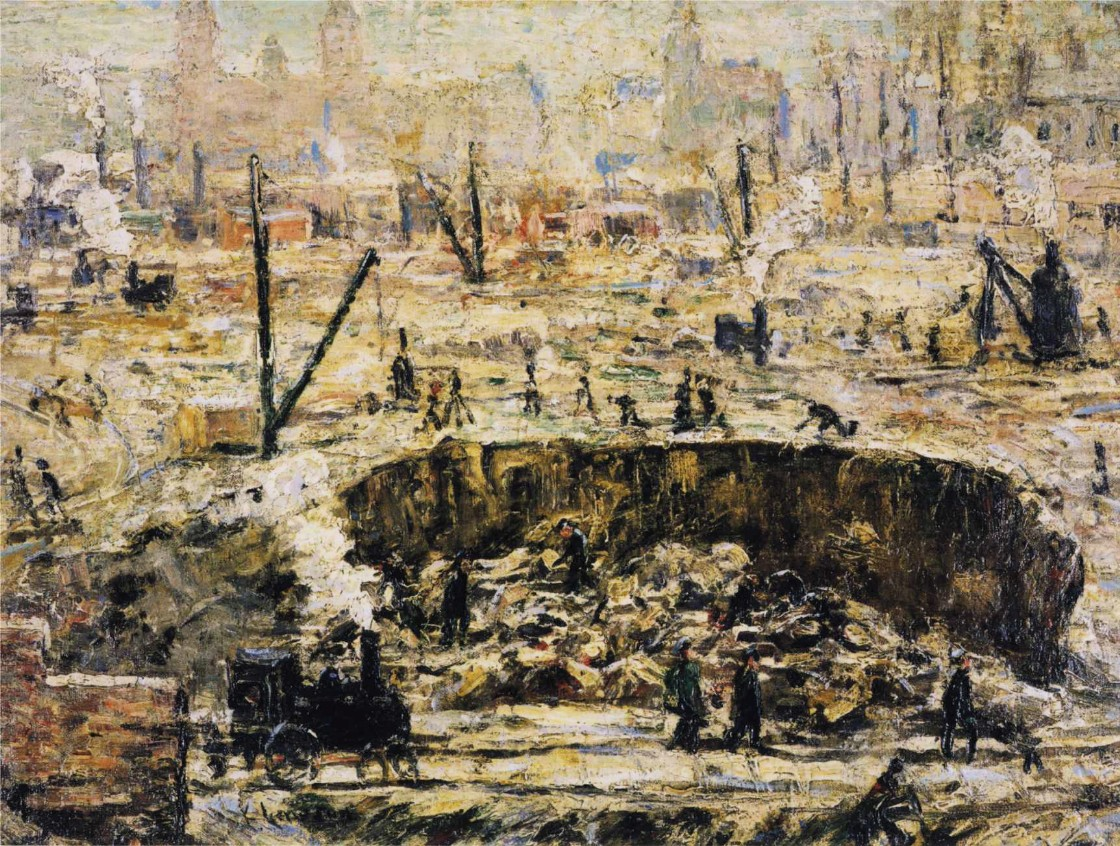
Excavación - Penn Station, óleo sobre lienzo, 1906. Museo de Arte Weisman, Universidad de Minnesota — Minneapolis

A su regreso a los Estados Unidos en 1896, Lawson comenzó a desarrollar su propia estética. Fue alentado aún más por Robert Henri, William Glackens y los otros artistas independientes con los que comenzó a asociarse alrededor de 1903. Lawson se trasladó a Washington Heights en el Alto Manhattan en 1898, y sus obras durante las siguientes dos décadas se centraron en los siguientes temas: Fort Tryon Park, el río Harlem, el arroyo Spuyten Duyvil, los campos, los puentes, los barcos atracados, las colinas cubiertas de árboles y las pendientes rocosas. en el borde de una ciudad en movimiento, de esa parte aún despoblada de la metrópolis. Sus pinturas forman una "procesión de vistas solitarias desprovistas de gente", pero están llenas de un sentido casi táctil de la pintura y un brillo cromático discreto. (El crítico de arte James Gibbons Huneker, un gran admirador de Lawson, se refirió a la habilidad de su amigo como originada en una "paleta de joyas trituradas".) Como otros realistas, trabajaba in situ y viajaba con cierta frecuencia en busca de nuevos temas interesantes; su búsqueda de lo pintoresco lo llevó a España, New Hampshire, Nueva Escocia, Kansas, Colorado, Tennessee, Nuevo México, Connecticut y Florida. Lawson tuvo su primera exposición individual en la Academia de Bellas Artes de Pensilvania en 1907 y ganó un premio en el Anual de la Academia por un paisaje invernal, que se convirtió en su tema más identificable. Al año siguiente, se unió al grupo rebelde que sería conocido como "Los Ocho", cuyos miembros incluían a Robert Henri, William Glackens, John Sloan, George Luks, Everett Shinn, Arthur B. Davies y Maurice Prendergast .

## Los ocho
En muchos sentidos, Ernest Lawson no era un rebelde. Un hombre de voz suave, amable y poco dramático, no tenía talento para la autopromoción y poca inclinación a pintar los aspectos más duros de la vida moderna de la ciudad, que era un sello distintivo de cinco de los miembros más importantes de los Ocho. (Henri, Glackens, Sloan, Luks y Shinn fueron todos miembros fundadores de lo que se conoció como la escuela Ashcan de arte estadounidense). A diferencia de Henri, Sloan y Luks, que también eran profesores, no tenía seguidores ni estaba bien situado en los círculos artísticos y políticos de Nueva York, como Arthur B. Davies. Tenía sus admiradores devotos: el restaurador de Manhattan James Moore (la figura central en la famosa pintura de William Glackens, Chez Mouquin) poseía una colección muy querida de Lawsons pero nadie pensaba en él como un radical. En todo caso, tenía más en común con el octavo miembro del grupo, Maurice Prendergast, en su constante reserva y tranquilo profesionalismo. Pero sí compartió las preocupaciones expresadas por Henri y otros miembros del grupo de que el sistema de exposición en Nueva York, un sistema cerrado que conducía a una cobertura de prensa más amplia y ventas lucrativas para quienes trabajaban de la manera aprobada, era demasiado un "club privado". La exposición que los Ocho organizaron en las prestigiosas Macbeth Galleries de Nueva York en 1908 amplió ese enfoque cerrado.
La exposición de Los Ocho fue el "succès de scandale" que esperaban sus organizadores. Si bien las ventas no estuvieron a la altura de sus expectativas, los pintores se convirtieron en el centro de atención de los medios durante algún tiempo. Se ofendieron los gustos conservadores, y los jóvenes artistas acudieron en masa a las Galerías Macbeth para ver una sorprendente variedad de arte figurativo moderno. Posteriormente, la muestra viajó a Chicago y Boston, donde ocasionó más cobertura de prensa y debate público sobre la dirección que debería tomar el arte estadounidense. Lawson y sus amigos habían desempeñado un papel en un importante evento cultural y en el inicio del debate sobre la necesaria diversidad de estilos, formas y temas en el arte estadounidense.
Al mismo tiempo, sin embargo, era posible que algunas personas se preguntaran hasta qué punto Lawson era un rebelde. Más tarde en ese año, fue nombrado miembro asociado de la Academia Nacional de Diseño y se convirtió en académico de pleno derecho en 1917. Expuso como miembro del Canadian Art Club de 1911 a 1915. Se benefició de la representación regular de la galería, ganó muchos premios a lo largo de su carrera y fue muy apreciado por sus compañeros. De hecho, William Merritt Chase lo consideraba el mejor paisajista de Estados Unidos, un respaldo que conllevaba un prestigio saludable. Sin embargo, nada de esto se tradujo en riqueza o fama a largo plazo. Lawson tuvo problemas financieros toda su vida y sufrió problemas de salud en sus últimos años.
Lawson fue invitado a contribuir con tres pinturas al histórico Armory Show de 1913. Como muchos artistas estadounidenses de la época, no estaba preparado para abandonar el arte figurativo por los nuevos caminos sugeridos por el cubismo, el fauvismo y el futurismo, pero estaba abierto a aprender más sobre el posimpresionismo (al que había estado expuesto por primera vez en Europa), y en Nueva York las oportunidades de ver a los postimpresionistas aumentaron considerablemente después del Armory Show. "El conocimiento de la pintura de Cézanne convenció a Lawson de que el impresionismo había perdido el contacto con la forma en su insistencia en la luz de la superficie, y en sus obras posteriores hizo un intento evidente de recuperar la solidez. Aunque nunca asimiló por completo los métodos estructurales de Cézanne, Lawson logró introducir una medida de forma en su arte y cierta semejanza con el maestro de Aix, mientras abandonaba la neblina colorista y la belleza pastel heredada de Twachtman".

## Últimos años
Aunque su obra fue buscada por importantes coleccionistas en las décadas de 1910 y 1920, como John Quinn, Duncan Phillips, Albert C. Barnes y Ferdinand Howald, quienes construyeron por sí solos la colección moderna del Museo de Arte de Columbus, Lawson no pudo mantener un alto perfil en el mundo del arte estadounidense como practicante del Precisionismo, los artistas del círculo de Alfred Stieglitz (por ejemplo, Georgia O'Keeffe, John Marin, Charles Demuth), y otros tomaron el centro del escenario.
Finalmente, se marchó de Nueva York. Lawson visitó Florida cuando se hizo amigo de Katherine y Royce Powell, sus amigos y mecenas que vivían allí. Se quedó con ellos por primera vez en Coral Gables en 1931, y regresó allí a menudo, trasladándose permanentemente a Florida en 1936. En sus últimos años, completó un mural de la oficina de correos en Short Hills, Nueva Jersey (que ya no existe), pero se centró principalmente en pintar el paisaje de Florida. Deprimido y con problemas de salud, se ahogó en circunstancias misteriosas en 1939, aparentemente mientras nadaba en Miami Beach. Sus amigos se preguntaban si la muerte de Lawson había sido un suicidio.
La obra de Lawson es poco conocida hoy en día en comparación con la de muchos de sus amigos y socios, pero sus mejores pinturas se pueden encontrar en las colecciones de muchos museos de arte de América del Norte. Robert Henri insistió en que, entre los paisajistas, era "el más grande que hemos tenido desde Winslow Homer". Duncan Phillips se refirió a él como un "gran romántico". La Catedral de San Juan el Divino, en la pintura de Lawson de 1903 del mismo título, se erigie en medio de un bosque no lejos del campus de la Universidad de Columbia. Su Washington Heights de follaje primaveral, cañadas y botes de remos es hoy un barrio dominicano próspero, fuertemente urbano, repleto de gente y edificios, tema del musical de Broadway In the Heights. Las pinturas de Lawson recuerdan a los espectadores un mundo que desapareció por completo en el espacio de unas pocas décadas.